# Останній раз, як ми були дітьми
«Останній раз, як ми були дітьми» — італійський фільм-трагікомедія 2023 року режисера Клаудіо Бізіо, який став його режисерським дебютом.
Фільм знятий за мотивами однойменного роману Фабіо Бартоломеї.

## Сюжет
Рим, літо 1943 року. Італо, Козімо та Ванда грають із Ріккардо, своїм другом-євреєм, не підозрюючи, що незабаром після цього його депортують в Аушвіц разом із батьками. Не знаючи про його долю, вони вирішують вирушити на його пошуки з наміром дістатися безпосередньо до Німеччини. Вітторіо, брат Італо, і сестра Аньєзе, яка особливо любить Ванду, також вирушають у погоню за дітьми, опиняючись, як і вони, у найнезвичайніших ситуаціях.
На чолі з невтомним Італо, який прагне зробити все, щоб його батько, фашистський посадовець, пишався мужністю свого сина, тріо возз’єднується з Вітторіо та сестрою Аньєзе вчасно, щоб врятувати їх від розстрілу через непорозуміння.
Нарешті Італо отримує від свого брата підтвердження, на яке чекав усе своє життя, і поки вони чекають наступного потяга до Риму, він вирішує сісти на той, який депортує євреїв, у надії дістатися до Ріккардо та доставити його додому.
Діти зовсім не підозрюють, що Ріккардо вже мертвий; від Італо вже ніколи не буде жодної звістки.
Фільм закінчується сценою з історичного сьогодення: Ванда і Козімо, які одружилися, ведуть свою онуку тими стежками, з яких почалася їхня спільна пригода, а також де все закінчилося: останній раз, як вони були дітьми.